# Роата-Міке
Роата-Міке (рум. Roata Mică) — село у повіті Джурджу в Румунії. Входить до складу комуни Роата-де-Жос.
Село розташоване на відстані 43 км на захід від Бухареста, 64 км на північний захід від Джурджу, 138 км на схід від Крайови, 139 км на південь від Брашова.

## Населення
За даними перепису населення 2002 року у селі проживали 512 осіб, усі — румуни. Усі жителі села рідною мовою назвали румунську.